# Fulda-Marsch
Der Fulda-Marsch ist eine dreitägige Volkswanderung, die jährlich im September / Oktober in der deutschen Stadt Fulda beginnt. Veranstalter sind die „Volkssportfreunde Fulda 1986 e.V.“.

## Geschichte
Der Marsch wurde erstmals im Jahr 1986 durchgeführt. Die Teilnehmerzahl erreichte im Jahr 1997 mit 4800 Teilnehmern einen Rekord. Seitdem liegen die Teilnehmerzahlen zwischen 3400 und 4500 Teilnehmern.

## Durchführung
Die Veranstaltung wird in mehreren Kategorien durchgeführt. Für den Erhalt einer Auszeichnung ist an zwei aufeinanderfolgenden Tagen die Tagesetappe mit einer Länge von mindestens 11 km unabhängig vom Alter und Status (zivil oder militärisch) ohne Zeitvorgabe erfolgreich zu absolvieren. Es besteht jedoch auch die Möglichkeit 1 × 42 km oder 2 × 21 km zu absolvieren.
Alle Etappen beginnen und enden jeden Tag an der gleichen Stelle (am Deutsch-Amerikanischen Sportzentrum, in der Washingtonallee 14 ). Die Strecken verlaufen rund um die Stadt. Zahlreiche Zuschauer verfolgen das Spektakel. Logistisch wird die Veranstaltung von zahlreichen Vereinen unterstützt.
Der Marsch ist seit 1996 Teil der Marschveranstaltungen der International Marching League (IML).

## Auszeichnungen
Als Auszeichnung werden nach erfolgreichen Absolvieren des Fulda-Marsch eine Medaille,   eine Teilnahmebescheinigung und ein Aufnäher verliehen.
Bundeswehrsoldaten, Vollzugsbeamte der Bundespolizei (Deutschland) und Helfer der Bundesanstalt Technisches Hilfswerk dürfen die Medaille nicht als Bandschnalle oder Großabzeichen an der Uniform tragen, da es sich nicht um ein von einem Hoheitsträger gestiftetes Ehrenzeichen handelt.